# Bowling Green Offices Building
El Bowling Green Offices Building (también conocido como Bowling Green Building, Bowling Green Offices o 11 Broadway) es un edificio de oficinas ubicado en 11 Broadway, frente al parque Bowling Green en el Distrito Financiero de Manhattan en Nueva York. El edificio de 21 pisos, construido entre 1895 y 1898, mide 83,1 metros (m) de altura.
Fue construido en estilo neogriego por W. & G. Audsley. La articulación del edificio consta de tres secciones horizontales similares a los componentes de una columna —basa, fuste y capitel— y tiene una fachada de granito en su base y ladrillo blanco en los pisos superiores. Tiene un esqueleto interior de acero estructural, varios ornamentos en la fachada, así como un plano de planta que maximiza la exposición a la luz natural.
En un principiorigido tuvo 16 pisos y albergaba varias oficinas de barcos de vapor debido a su proximidad al Puerto de Nueva York. Más tard albergó sobre todo bufetes de abogados y otras empresas. Broadway Realty Company, para quien se construyó el edificio, fue propietario de 11 Broadway durante varias décadas después de su finalización. Se construyeron cinco pisos adicionales en 1920-1921. En 1995, la Comisión para la Preservación de Monumentos Históricos de Nueva York (LPC, por sus siglas en inglés) designó 11 Broadway como un monumento oficial de la ciudad.

## Descripción
El edificio fue diseñado por W. & G. Audsley. Está delimitado por el International Mercantile Marine Company Building (1 Broadway) al sur, Broadway al este, Greenwich Street al occidente y el Cunard Building (25 Broadway) al norte. Sus direcciones alternativas son 5-11 Broadway y 5-11 Greenwich Street. El edificio tiene una fachada de 49 m en Broadway y 46 m en Greenwich Street; el límite sur de su lote es de 52 m de largo y el límite norte de 61 m de largo.

### Forma
La estructura original tenía 16 pisos y se amplió a 21 pisos en 1917. Estos consistían en un piso diecisiete completo que cubría casi todo el lote, así como cuatro pisos adicionales que comprendían una torre más pequeña sobre el centro. sección norte del lote. Esta torre tiene una fachada de ladrillo y terracota de color ante, con un techo abuhardillado de cobre. Había un ático para su superintendente residente.
El edificio tiene forma de "U", con las dos alas en las calles Broadway y Greenwich rodeando un patio de luces orientado al sur. El tribunal linda con un patio orientado al norte dentro del Edificio de la Compañía de la Marina Mercantil Internacional, que también tiene forma de "U". El patio de luces mide 34 m de norte a sur y 18 m de occidente a oriente, y está presente sobre el primer piso.

### Fachada
Las fachadas occidental y oriental están organizadas en tres secciones, que consisten en una "base" de tres pisos, un "eje" y un "capitel" de tres pisos en la parte superior, similar a los componentes de una columna. . Esta era una configuración común para las fachadas de edificios que se estaban construyendo a finales del siglo XIX y principios del XX. La fachada está hecha de granito blanco, una influencia de la arquitectura neoclásica, así como de ladrillo blanco y terracota. La fachada consta de trece tramos verticales en Broadway y catorce en Greenwich Street. Los tramos están separados por pilares ligeramente salientes, y cada piso está separado por enjutas horizontales ligeramente empotradas, creando una cuadrícula de ventanas. La fachada sur es visible sobre la International Mercantile Marine Company hacia el sur.
A diferencia de otros edificios de esa época, que usaban arcadas como método de articulación para la base, el Bowling Green usa palmeta y otra ornamentación de estilo helénico, similar al edificio Layton Art Gallery de Milwaukee y al Wainwright Building de San Luis. A su vez, se parece mucho al Wainwright Building, excepto por los colores de las fachadas. Se estima que el edificio tiene más de cien himnos en su fachada. The Real Estate Record and Guide dijo en 1897 que el edificio de oficinas de Bowling Green tenía "más anthemia que cualquier otro trabajo con el que estemos familiarizados". A pesar de esto, su fachada tiene muy poca ornamentación, y el adorno helénico se limita a los tres pisos inferiores. Audsley escribió que él creía que "la escultura debería estar al alcance del ojo [...] y usarse con moderación en las porciones altas".

#### Broadway

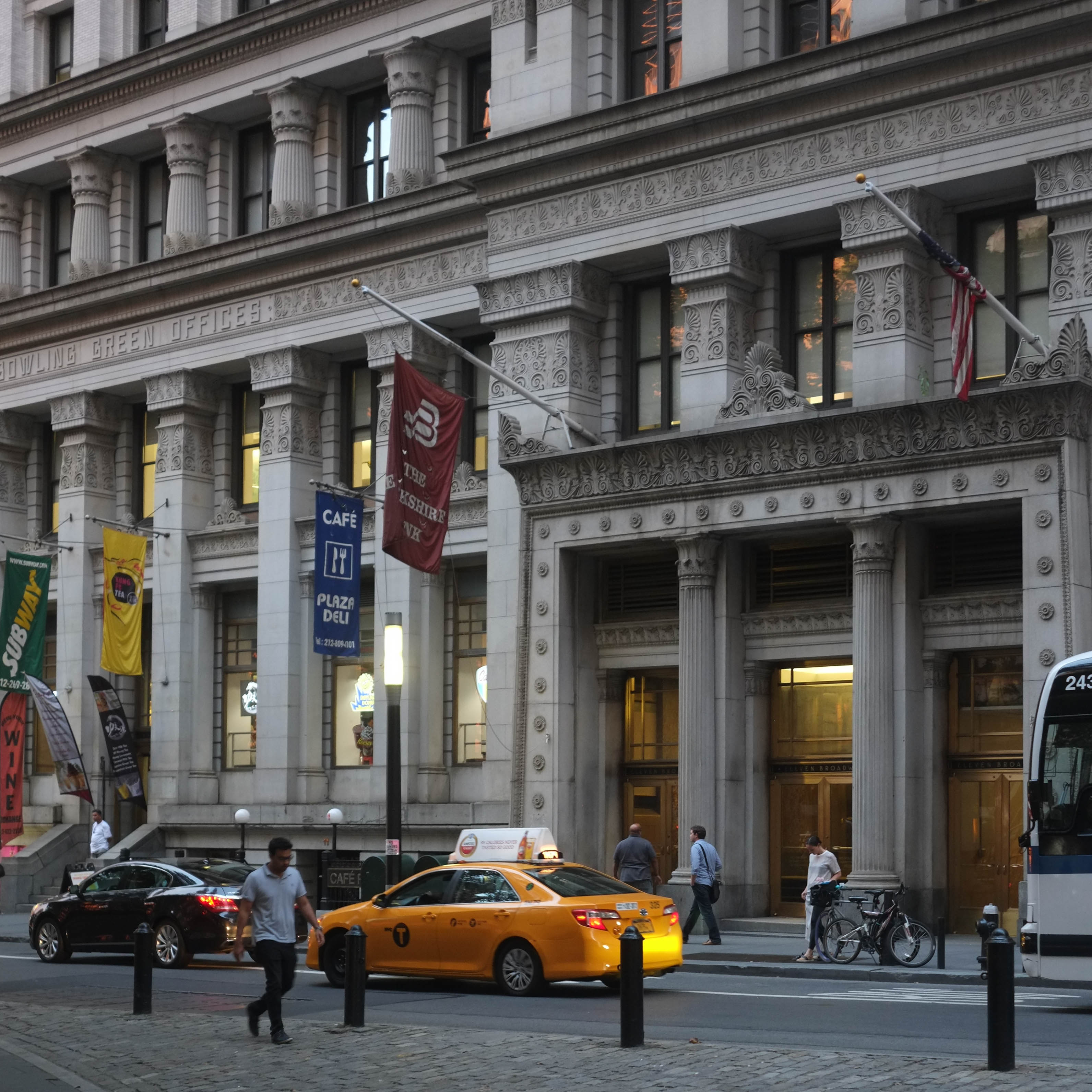
Fachada de Broadway; los tramos exteriores salientes se pueden ver a la derecha

La fachada de Broadway orientada al oriente tiene 13 tramos de ancho y 17 pisos de altura y es la elevación principal del edificio. De abajo hacia arriba, esta elevación consta de una base de dos pisos, un eje de doce pisos, un capitel de dos pisos y un piso superior que se agregó durante 1920-1921.
La base está hecha de una columnata de granito blanco sobre una base de granito gris. Las pilastras de la columnata están talladas con decoraciones como la anthemia y sostienen un detallado entablamento con las palabras talladas en bolera verde; detrás de la columnata se pueden ver pequeños segmentos de pared rusticada. El tramo central contiene una escalinata de granito gris. Los tres tramos arquitectónicos más externos comprenden pabellones que se proyectan ligeramente, y hay bordes de entrada detallados alrededor de las aberturas del primer piso de los pabellones. La base también contiene puertas y ventanas de bronce en el primer piso y ventanas de guillotina con marco de aluminio en el segundo piso. Hay cornisas sobre el segundo y tercer piso.
El tercer piso es de "transición"; los siete tramos centrales presentan medias columnas y los seis tramos exteriores cuentan con pilares rectangulares. Los siguientes once pisos contienen pilares verticales sin adornos y enjutas horizontales moldeadas encima de cada piso. Las aberturas de las ventanas están enmarcadas por secciones cortas de pared rústica. Las cimas de los pisos 13 y 14 también contienen cornisas.
Los pisos 15 y 16 contienen pilares verticales que corresponden al diseño de la base, así como ventanas de guillotina con marco de aluminio. La parte superior del piso 16 contiene una gran cornisa con un friso tallado. El piso 17 tiene una fachada de ladrillos de color ante, aberturas de ventanas con ventanas de guillotina y una cornisa de ladrillo y terracota blanca.

#### Otras fachadas
La fachada de Greenwich Street orientada al oeste, similar a la fachada de Broadway, se divide en una base elaborada, un eje simple y un capitel más detallado coronado por el piso 17 con fachada de ladrillo. Contiene características menos elaboradas que la fachada de Broadway: por ejemplo, no hay pabellones salientes que flanqueen oriente lado. La fachada de Greenwich Street tiene 18 pisos de altura, con un sótano completo revestido de ladrillo y granito, ya que se encuentra en una elevación del terreno más baja que Broadway. Hay un pórtico de entrada de doble ancho en la parte norte de la fachada, así como una entrada de mercancías cercana; ambos contienen placas de arriba talladas. A diferencia del lado de Broadway, los pilares verticales están revestidos de ladrillo. Los pisos 15 y 16 contienen una ventana orientable, y el piso 17 es un techo abuhardillado hecho de cobre.
La fachada sur se divide en alas oriental y occidental. Ambas secciones están en su mayoría bloqueadas por 1 Broadway, y solo se ven los pisos 13 al 17. Los pisos 13 al 16 consisten en una pared blanca, mientras que el piso 17 es una pared de ladrillos pulidos.
La fachada norte está bloqueada en su mayor parte por el Cunard Building; la sección vista consiste en una pared de ladrillos con ventanas. Está coronado por una torre de cuatro pisos, que es visible desde los otros tres lados del edificio.

### Características
El edificio tiene un esqueleto de acero, con columnas de acero colocadas dentro de pilares verticales alternos. La estructura utilizó más de 4.500 t de acero. El sistema de extinción de incendios del edificio utilizaba tubos verticales y bidones de aire comprimido, en lugar de las torres de agua utilizadas en muchos edificios contemporáneos. Las tuberías verticales podrían mantener una presión de 1400 kPa, lo que permitiría proyectar 610 L de agua por minuto 20 m en una corriente de 19 mm. El sistema de extinción de incendios, que también podría alimentar agua a los camiones de bomberos si fuera necesario, fue elogiado por el Comisionado de Bomberos de la ciudad de Nueva York.
El vestíbulo de entrada y el pasillo principal contienen piso de mármol, mientras que un mural de vidrieras que data de la construcción del edificio está montado en las paredes del pasillo. Cuando se construyó, incluía 16 ascensores. De estos, ocho estaban agrupados en el vestíbulo de la parte norte del edificio. Otro elevador en el lado de Greenwich Street podría ser utilizado por mercancías o pasajeros y podría soportar cargas de hasta 3.200 kg.

## Historia
El sitio del edificio de oficinas de Bowling Green fue ocupado por casas holandesas después de la fundación de la colonia de Nueva Ámsterdam en el siglo XVII. El Atlantic Garden House (Burns 'Coffee House) había ocupado previamente el sitio del 11 de Broadway en el siglo XIX, y había ocupado el sitio desde al menos el siglo XVIII. Más tarde, uno de los depósitos de mercancías de New York and Harlem Railroad se ubicó en el sitio.

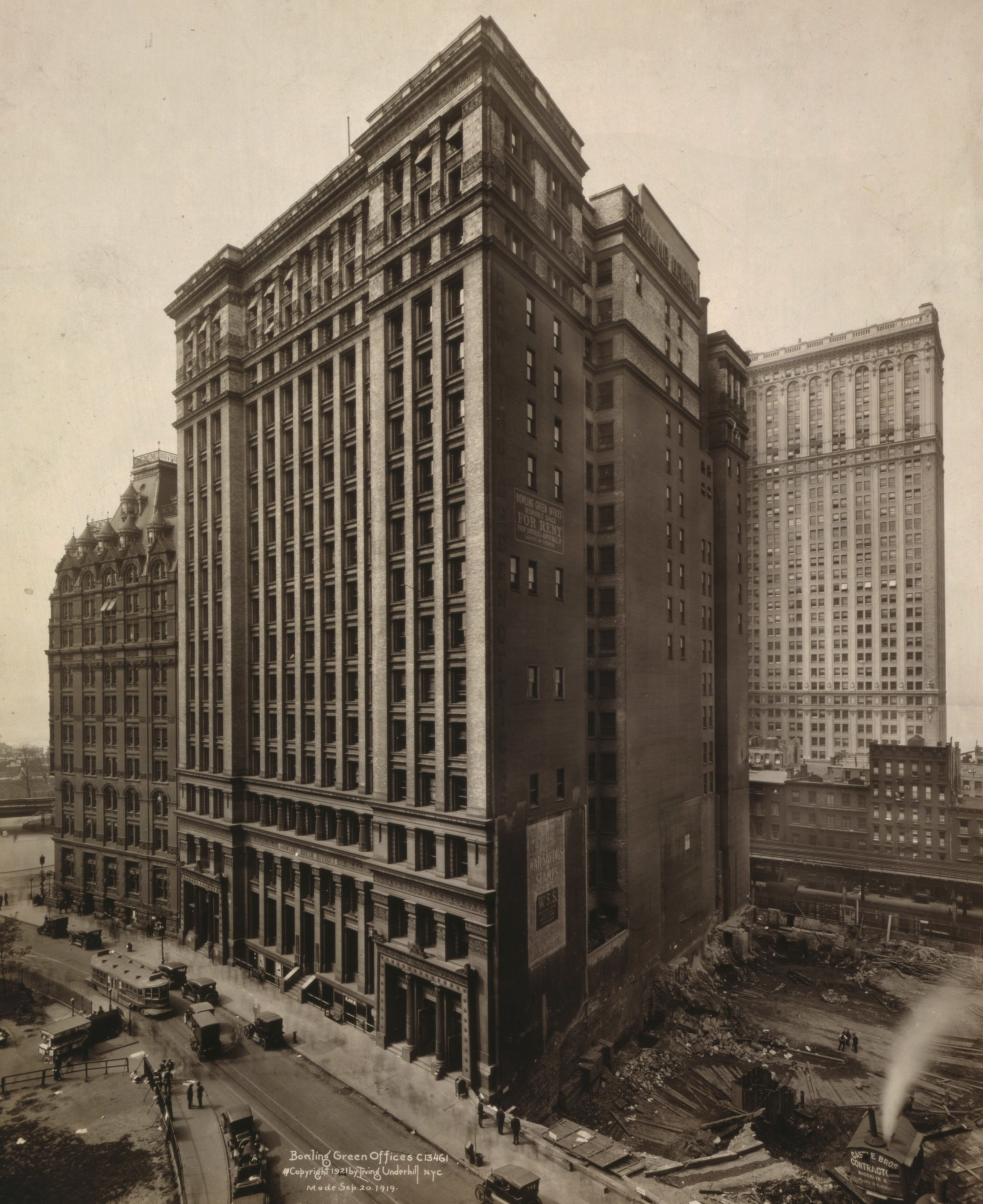
El edificio en 1919 antes de la adición de cinco pisos más.

El sitio era propiedad del abogado Joseph F. Stier, quien vendió el terreno en junio de 1895 a Stacy C. Richmond. El mes siguiente, la entonces nueva Broadway Realty Company presentó los planos del sitio al New York City Department of Buildings. La compañía estaba dirigida por cinco hombres y tenía una junta directiva que incluía a Stier y Richmond, así como al filántropo Spencer Trask, quien, siendo el mayor accionista del edificio, mantendría una suite en la parte superior.piso durante varios años.
Los detalles precisos de cómo Audsley se involucró en el proyecto no están claros, aunque puede haber sido contratado por asociación con George Foster Peabody, quien era el socio principal de Trask. Los registros de McKim, Mead & White aluden a la posibilidad de que se haya organizado un concurso de arquitectura. La construcción de la estructura original, que tenía 16 pisos y costó 1,8 millones de dólares, comenzó en octubre de 1895. El edificio se completó en dos secciones: el lado de Broadway estaba listo para su uso a mediados de 1896, mientras que el resto del edificio se completó en noviembre de 1898. Según una fuente, el Bowling Green fue construido "por intereses británicos" con fondos de la reina Victoria. Los planos originales exigían la construcción de una torre sobre el resto del edificio, pero los planos de la torre no se llevaron a cabo.

### Uso

#### Primeros inquilinos
En el momento de su inauguración, era el edificio más grande de Bowling Green. Un folleto promocional para anunciaba su material ignífugo; electricidad, proximidad al elevado de la Novena Avenida y al subterráneo en construcción; y ascensores al restaurante y apartamentos en los pisos superiores. Se proporcionó electricidad, calefacción y servicio de conserjería a los posibles inquilinos de forma gratuita. Una edición de 1900 de Real Estate Record and Guide citaba que los ascensores transportaban a 18.000 personas por día, mientras que el edificio tenía un promedio de 6.000 personas durante las horas pico de trabajo. Las ganancias se destinaron a la financiación de Yaddo, la comunidad de artistas en Saratoga Springs, que había sido fundada por Trask.
Broadway Realty Company presentó una demanda después de que el Departamento de Impuestos de la Ciudad de Nueva York aumentara la valoración del edificio de 1,5 millones de dólares en 1898 a 2 millones en 1899. El Departamento de Impuestos dictaminó que la tasación estaba justificada, pero la División de Apelaciones del New York Supreme El tribunal anuló la decisión. En 1903, el New York Tribune informó que, cuando el conductor del automóvil de Trask fue arrestado, Trask había ofrecido el edificio de oficinas Bowling Green de 1 millón de dólares para cubrir el monto de la fianza de 500 de su conductor. Durante la década de 1910, hubo dos incidentes relacionados con ascensores en 11 Broadway. En 1915, siete ascensores cayeron por sus pozos con un total de 30 personas en los taxis, aunque nadie resultó herido debido a los sistemas de seguridad que ralentizaron los ascensores en la parte inferior. Al año siguiente, un hombre resultó herido cuando se cayeron cuatro cabinas de ascensor.

#### Ampliación y uso posterior
Ludlow y Peabody realizaron numerosas modificaciones importantes a principios del siglo XX. La firma rediseñó las escaleras en el lado de Broadway en 1912-1913 moviendo los escalones del frente hacia adentro y removiendo o reconfigurando parte de la fachada. Unos años más tarde, Broadway Realty Company planeó agregar cinco pisos más en la parte superior del edificio a los diseños de Ludlow y Peabody, pero debido a la escasez de acero causada por la Primera Guerra Mundial, el trabajo no se completó hasta 1919-1920. Los planos de construcción en 1938 indican que había un restaurante, probablemente frente a Greenwich Street, y una foto del mismo año indicaba que se habían agregado escaparates en Broadway a ambos lados de la entrada central.
El edificio se vendió al sindicato inmobiliario de Chester W. Hansen en 1926 como parte de una transacción de 9 millones de dólares. Este fue el primer cambio de propiedad desde la inauguración del edificio. Sin embargo, la LPC declaró que Broadway Realty continuó siendo la propietaria del edificio hasta 1978, o al menos el terreno debajo de él, citando el Restatement of Certificate of Incorporation de la compañía presentado ese año. Según un ex director de Yaddo, la comunidad mantuvo la participación mayoritaria hasta 1976, en contraposición a la propiedad absoluta. En la década de 1930, el nivbel de ocupación descendió debido a la construcción de nuevos edificios de oficinas en Midtown Manhattan.
En 1995, junto con otros edificios en Bowling Green, fue designado formalmente como punto de referencia de la ciudad de Nueva York. En 2020, 11 Broadway es propiedad de Braun Management.

## Inquilinos

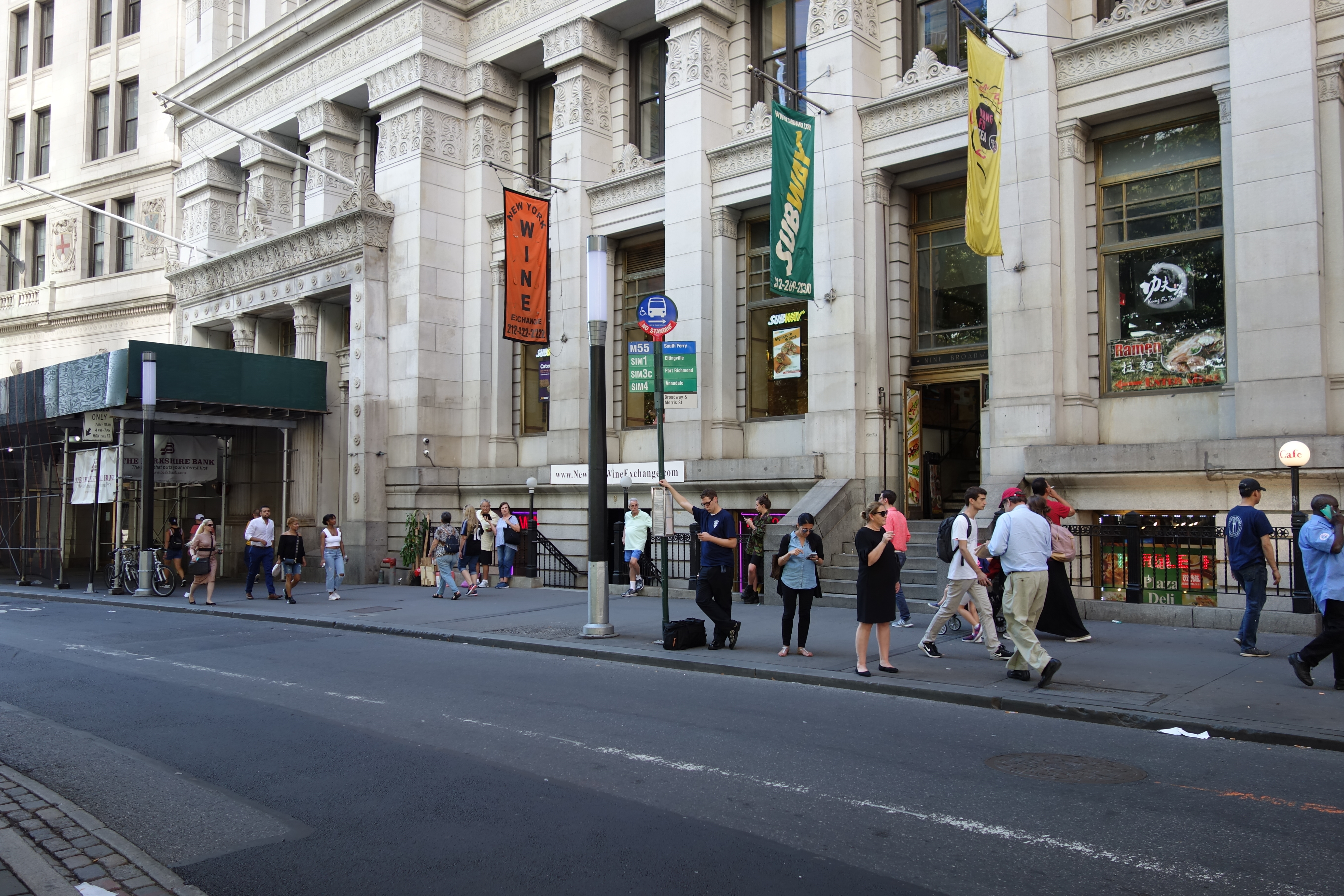
Restaurante Subway y parada de autobús fuera de las oficinas de Bowling Green

Los inquilinos anteriores del edificio de oficinas de Bowling Green incluyen banqueros, abogados, empresas de servicios públicos, ingenieros, arquitectos navales y empresas de barcos. al como se construyó originalmente, incluía 512 oficinas. Estos fueron utilizados por varias empresas involucradas en las industrias del transporte de vapor y del transporte marítimo, como las líneas de transporte de vapor, los constructores de barcos, los proveedores de barcos y los transitarios. Las compañías de barcos de vapor incluían la White Star Line, propietaria del RMS Titanic, la American Line; y la American Scantic Line. Además, la Shipping and Industrial Sound Money Association del Puerto de New York abrió oficinas en el edificio en 1900, y Erie Railroad también tenía oficinas en el edificio a principios del siglo XX. Otros inquilinos incluyeron al Supervisor de Construcción Naval del Departamento de la Armada de Estados Unidos, así como al Comité de la Marina Mercante del Pleno.
En 1926, los inquilinos incluían Tidewater Oil, la empresa industrial Ingersoll-Rand, los banqueros Henry Clews & Company, el abogado Max Steuer y la línea de barcos de vapor Moore-McCormack. Más adelante en el siglo XX, Ivan Boesky, un comerciante de acciones implicado en el tráfico de información privilegiada, ocupó el espacio en el edificio de oficinas de Bowling Green, así como la empresa de tecnología IBM.
En el siglo XXI, los inquilinos incluyen o han incluido a Hill West Architects, SogoTrade, la Flatiron School, Allmenus y Universal Studios. El Departamento de Vehículos Motorizados del Estado de Nueva York tiene una oficina en el lado 11 de Greenwich Street del edificio.

## Recepción crítica
El edificio recibió relativamente poca cobertura de los medios una vez terminado. Aunque los escritores de arquitectura Sarah Landau y Carl Condit escribieron en 1996 que las oficinas de Bowling Green eran "una obra importante de la [década de 1890] tanto en diseño como en tamaño", se ignoraron "quizás porque se completó en un período de auge de construcción o El estilo del 'Renacimiento helénico' se consideró tan peculiar ".
Un redactor del Real Estate Record and Guide criticó el diseño y dijo que "es demasiado llamativo para ignorarlo". El crítico continuó: "Si los arquitectos hubieran sido menos solícitos con la novedad y se hubieran abstenido de intentar producir 'un pedido prácticamente único', su construcción habría sido mucho mejor". Otro crítico dijo que el diseño tenía la intención de "admitir con valentía e incluso [...] acentuar la altura". Una carta de 1998 al editor, publicada en The New York Times, decía que el diseño de 11 Broadway era "para aquellos que deseen disfrutar de la arquitectura" del arquitecto escocés Alexander Thomson. La carta describía la base de 11 Broadway como "una copia literal" de los diseños de Thomson.